# Дева Мария Скорбящая (Бюдерих)
Дева Мария Скорбящая (нем. Maria in der Not) — католический чудотворный образ Пресвятой Девы Марии в часовне Нидердонк (Niederdonk) (Мербуш, Германия).

## Общая характеристика
Это скульптурное объёмное изображение сидящей Богородицы, держащей в объятиях на своих коленях снятого с Креста усопшего Иисуса Христа. Подобная тема горя Богоматери, связанная со снятием с Креста и оплакиванием Иисуса Христа, широко распространяется в Германии в начале XIV века. Тип Пьеты возник на Верхнем Рейне и в районе Эрфурта. Печальный взгляд Девы Марии притягивает внимание и приводит в молитвенное состояние. Изображения стали широко почитаться народом. В те времена не было семьи, в которой кто-либо не погиб во время эпидемий чумы или не умер в раннем детстве. Люди остро чувствовали свою сопричастность к трагедии Богородицы. Её взгляд давал утешение, мужество и надежду. Таковым и остаётся этот образ до наших дней.

## История
Известно, что этот образ Богородицы в Нидердонке признан чудотворным и почитаемым со второй половины XVII века. Официально — с 1677 года. Совершенно отсутствуют сведения о том, где он был вырезан из дуба и каким путём попал в часовню. Предположительно изображение изготовили в регионе Кёльна. Именно там распространены подобного типа Богородицы: с сильно запрокинутой назад головой Христа, исключающей визуальный контакт между матерью и сыном.
В 1949 году скульптор Шмиг (W. Schmieg), реставрируя изображение, дополнительно украсил его лучевидным венком и короной.

## Паломничество
Ежедневно десятки верующих католиков приходят к чудотворному образу, чтобы поставить свечи, помолиться и испросить у Божьей Матери благословения и здоровья. По праздникам число паломников увеличивается до сотен, особенно в памятную неделю, празднуемую со 2 сентября.
По субботним дням здесь производятся заключения гражданских браков и венчания.
Начиная с 2009 года часовню и чудотворный образ посещают православные паломники РПЦ МП прихода Покрова Пресвятой Богородицы из Дюссельдорфа.
Почитание Бюдерихской Божией матери распространено далеко за пределы Мербуша. Известно, что она почиталась монахами соседнего монастыря Мер (Meer), но когда в 1802 году монастырь был закрыт и монахи начали искать себе новое место, то они дошли до гор Шварцвальда и на всём своём долгом пути распространяли почитание Бюдерихской Богоматери.